# Giambattista Salinari
Giambattista Salinari (Montescaglioso, 11 novembre 1909 – Roma, 1º gennaio 1973) è stato un partigiano e storico della letteratura italiano, soprattutto di Dante Alighieri e della letteratura italiana dell'Ottocento.

## Biografia
Compiuti gli studi secondari a Matera, che proseguì poi a Roma, dove si laureò nel 1932 in Lettere, Giambattista Salinari cominciò la sua carriera di docente subito dopo aver assolto il servizio militare. Insegnò dapprima nell'Istituto Magistrale di Todi e poi nell'allora liceo classico romano Umberto I (poi rinominato Pilo Albertelli).
Come suo fratello Carlo, partecipò nel corso della Seconda guerra mondiale alla Resistenza contro il Fascismo: fu tra gli organizzatori della Resistenza in Lunigiana e nell'area di Prato col nome di battaglia di Sertorio, venendo ferito e fatto prigioniero dai tedeschi.
Nel dopoguerra s'interessò di lotte sindacali nel campo dell'insegnamento scolastico e ottenne la libera docenza nel 1956, vincendo due anni più tardi un concorso per Presidi dei licei, lavorando quindi a Foligno, Terni e Tivoli. 

Insegnò nel romano Liceo classico Pilo Albertelli e dal 1962 fu preside del Liceo Scientifico Statale "Guido Castelnuovo" di Roma, incarico che abbandonò nel 1970 dimettendosi in polemica con gli studenti extraparlamentari.
Fu anche dal 1965 al 1968 professore incaricato di Letteratura Italiana nella Facoltà di Lettere dell'Università di Roma e nell'A.A. 1971-72 presso l'Università di Chieti.
Autore di contributi di letteratura italiana, apprezzati per originalità d'approccio, metodo e chiarezza espositiva, Giambattista Salinari fu particolarmente interessato agli studi dantistici e alla letteratura del Ottocento, con particolare attenzione rivolta alla poesia di Giosuè Carducci.

Scrittore sensibile alla necessità (poco praticata dagli accademici italiani) della divulgazione, espresse questo suo convincimento che lo aveva portato a prediligere la carriera nei licei anziché nelle Università nella cura di un'antologia - insieme a Italo Calvino - destinata agli studenti delle scuole medie.

## Opere
Giambattista Salinari fu autore di numerosi saggi, pubblicati sulle più rilevanti riviste italiane di italianistica.
Tra essi si ricordano:
- Studio sulla poesia di Francesco Gaeta, Tuderte, Todi, 1939 (rist. Roma, 1974)
- Novelle del Cinquecento, 2 voll., UTET, Torino, 1955
- Traduzione dell'Iliade, Zanichelli, Bologna, 1955
- Traduzione dell'Odissea, Zanichelli Bologna, 1956
- Rime Nuove, di Giosuè Carducci (con Pietro Paolo Trompeo), Zanichelli, Bologna, 1961
- Rime e ritmi, (con Manara Valgimigli), Zanichelli, Bologna, 1964
- La lettura, (con Italo Calvino), Zanichelli, Bologna, 1968
- Capitolo su Carducci sulla Storia della letteratura italiana, diretta da Emilio Cecchi e Natalino Sapegno, Vol. VIII, Garzanti, Milano, 1969, pp. 625-729.

Dopo la sua morte molti lavori sono stati raccolti da colleghi e amici:
- Dante e altri saggi, A cura di Achille Tartaro, Editori Riuniti, Roma, 1975.
- Nuove letture dantesche, vol. VI, Le Monnier, Firenze, 1975.